# Joventuts d'Esquerra Republicana
Joventuts d'Esquerra Republicana (Jovent Republicà, en español: Juventudes de Izquierda Republicana) es un partido político que actúa en virtud a convenio como organización juvenil de Esquerra Republicana de Catalunya. El Jovent Republicà lucha por la independencia de los Países Catalanes, el socialismo, el feminismo, el republicanismo, el antifascismo y el ecologismo. Su portavoz nacional es Pol Baldomà y su portavoz en el Parlamento de Cataluña es Mar Besses i Casanovas.
Uno de los principales proyectos del Jovent Republicà es la Acampada Jove, un festival de música anticapitalista y en catalán, que cada año agrupa miles de jóvenes en Montblanch y en 2022, tras dos años sin celebrarla, en San Sadurní de Noya.
Su publicación es la revista La veu del jovent y utiliza la estelada con triángulo amarillo y la estrella roja.

## Historia
Antecedentes

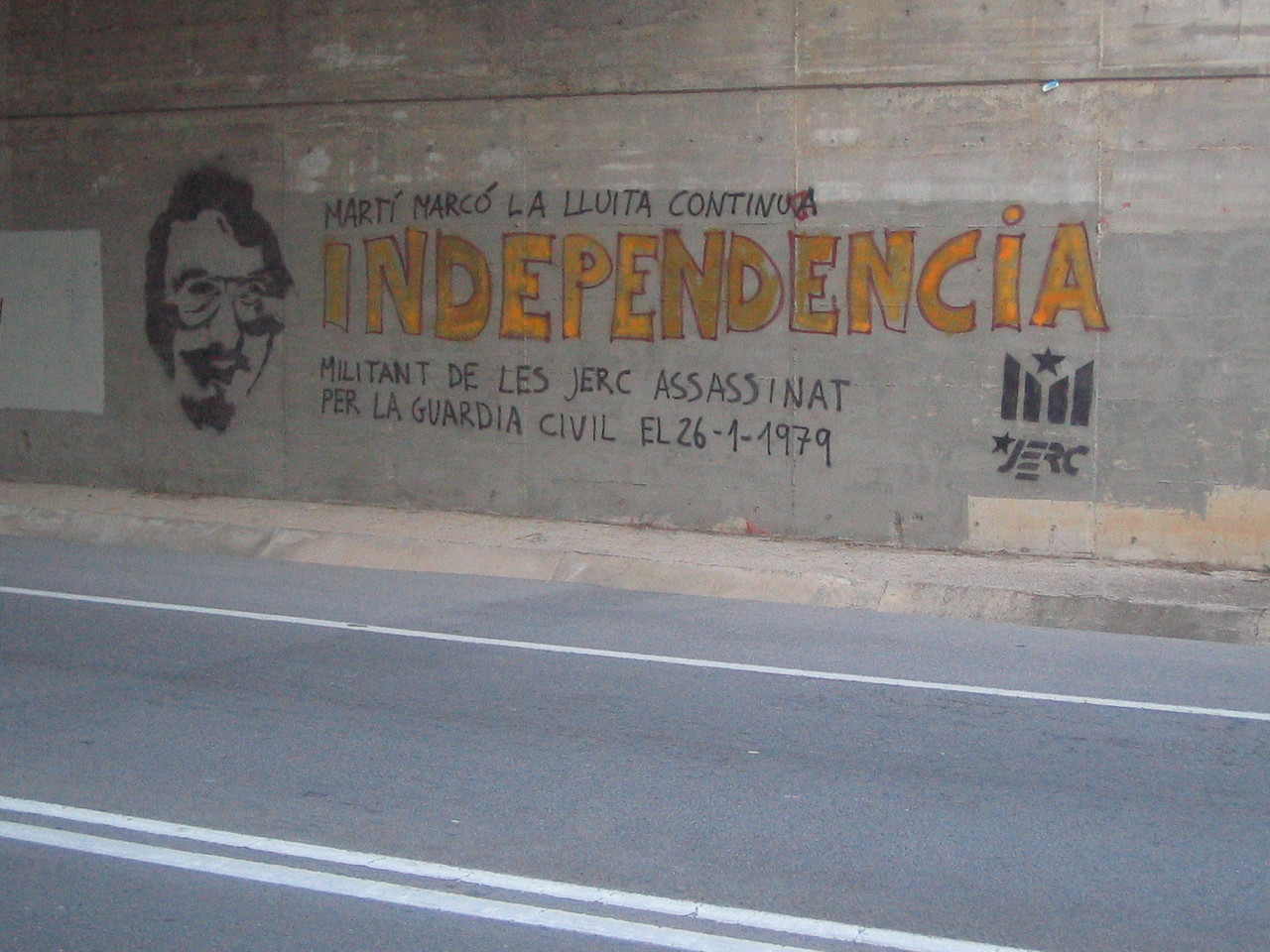
Mural de las JERC de Sabadell.

Durante la Segunda República se forma la primera rama juvenil de partido, con el nombre de JEREC (Joventuts d'Esquerra Republicana i Estat Català). Hasta el desencadenamiento de la Guerra Civil. Durante la Guerra, las JEREC se unen al Front de la Joventut (promovido por las Joventuts Socialistes Unificades de Catalunya, vinculadas y, en cierto modo, promotoras del PSUC, junto con otros grupos juveniles como las Joventuts d'Estat Català, las Joventuts d´Unió Republicana, la Joventut Republicana d´Esquerra-Izquierda Republicana, principalmente), para combatir al lado de la República.
Refundación
En 1976 se reconstruyeron unas nuevas juventudes de Esquerra adoptando el nombre de Joventuts de Esquerra Republicana de Catalunya.